# Jay Underwood
Jay Deland Underwood (ur. 1 października 1968 w Minneapolis) – amerykański aktor filmowy i telewizyjny, obecnie pastor protestancki.

## Życiorys
Karierę aktorską rozpoczął w 1986 jako nastolatek. Jego najbardziej znane role to: Eric Gibb w filmie Chłopiec, który umiał latać, Chip Carson w filmie telewizyjnym Not Quite Human i Grovera Dunna w filmie Niewidzialny chłopiec. Wystąpił też w niewydanym filmie pt. Fantastyczna Czwórka.
W styczniu 2011 został pastorem kościoła chrześcijan baptystów w Weaverville.

## Życie prywatne
16 października 1993 ożenił się z Julie Dale Underwood, z którą ma sześcioro dzieci. W 2012 Underwood i jego żona adoptowali dwójkę innych dzieci.

## Filmografia

### Filmy fabularne
- 1986: Pustynny kwiat (Desert Bloom) jako Robin
- 1989: Wujaszek Buck (Uncle Buck) jako Bug
- 1994: Wyatt Earp: Powrót do Tombstone (Wyatt Earp: Return to Tombstone, TV) jako Jack Montgomery
- 1994: Fantastyczna Czwórka (The Fantastic Four, film niewydany) jako Johnny Storm/Człowiek Pochodnia
- 1997: Miłość po zmierzchu (Afterglow) jako Donald Duncan
- 2000: Czarna komedia (Dancing in September) jako Michael Daniels
- 2003: 44 minuty: Strzelanina w północnym Hollywood jako Pan Rozrywka
- 2004: Wygraj randkę (Win a Date with Tad Hamilton!) jako policjant Tom

### Seriale TV
- 1993: Kroniki młodego Indiany Jonesa (The Young Indiana Jones Chronicles) jako Ernest Hemingway
- 1994: Napisała: Morderstwo jako Will Rafferty
- 1995: Napisała: Morderstwo jako Spencer
- 1997: Millennium jako Michael Slattery
- 1999: Prezydencki poker jako kongresmen Christopher Wick
- 1999: V.I.P. jako Adam Elliott / Adam Elliot
- 2000: Star Trek: Voyager jako Mortimer Harren
- 2000: Ostry dyżur jako pan Burke
- 2001: Z Archiwum X jako Jeb Dukes

## Nagrody i nominacje
| Rok  | Nagroda            | Kategoria                                               | Rola      | Film                                                       | Rezultat  |
| ---- | ------------------ | ------------------------------------------------------- | --------- | ---------------------------------------------------------- | --------- |
| 1987 | Saturn             | Najlepszy młody aktor                                   | Eric Gibb | O chłopcu, który umiał latać (The Boy Who Could Fly, 1986) | Nominacja |
| 2001 | Young Artist Award | Nagroda specjalna przyznawana byłej dziecięcej gwiazdce | –         | –                                                          | Wygrana   |